# Emmaberg (heuvel)
De Emmaberg is een heuvel en straatnaam in het Heuvelland gelegen nabij Valkenburg in het zuiden van de Nederlandse provincie Limburg. De helling is genoemd naar het gelijknamige gehucht Emmaberg op de top. De heuvel heeft een markant herkenningspunt in de vorm van een 150 m hoge zendmast, de Zendmast Emmaberg.
Op de heuvel stond eeuwen geleden de galg op de Emmaberg.